# Helsingør Bycenter
Helsingør Bycenter er et indkøbscenter beliggende i centrum af Helsingør i Nordsjælland.
Centret indeholder 33 specialbutikker og et Føtex varehus.
56°1′59″N 12°36′27″Ø / 56.03306°N 12.60750°Ø